# 315 (số)
315 (ba trăm mười lăm) là một số tự nhiên ngay sau 314 và ngay trước 316.